# デビッド・オルティーズ
- デビッド・オルティス
- デービッド・オルティス
- デービッド・オルティーズ

デビッド・アメリコ・オルティーズ・アリアス（David Americo Ortiz Arias, 1975年11月18日 - ）は、ドミニカ共和国サントドミンゴ出身の元プロ野球選手（指名打者）。愛称はビッグ・パピ（後述）。
引退後の2017年に背番号「34」がボストン・レッドソックスの永久欠番となった。2022年にアメリカ野球殿堂入りを果たした。
10度のMLBオールスター出場、3度のワールドシリーズチャンピオン、7度のシルバースラッガー賞、2006年にはレッドソックスの球団記録である年間54本塁打を達成している。

## 経歴

### プロ入り前
1975年11月18日にドミニカ共和国のサントドミンゴに生まれた。貧しい生活だったが、オルティーズは「よい家族に恵まれ、よい教育も受けさせてもらった」と述べている。

### プロ入りとマリナーズ傘下時代
地元のエスピヤート・エスパイヤ高等学校を卒業後、1992年11月28日に17歳でシアトル・マリナーズと契約を結んだ。登録名は「デビッド・アリアス」であった。マイナーリーグのウィスコンシン・ティンバー・ラトラーズで活動していた。

### ツインズ時代
1996年9月13日に後日発表選手としてデーブ・ホリンズとのトレードでミネソタ・ツインズへ移籍した。この時「デビッド・オルティーズ」として登録した。ツインズ傘下AAA級ソルトレイクにいたころから「打球を遠くに飛ばすことにかけては右に出るものがいない左バッター」として注目されていた。
1997年9月2日にメジャーデビューするが、メジャーとマイナーの間を行き来するようになる。
1999年にはAAA級ソルトレイク・ビーズで30本塁打を記録し、将来の大砲として期待されるようになった。
2001年に右手首の手術をしたが、2002年にはMLBで自身2度目のシーズン100試合以上出場を果たし、打率.272・20本塁打・75打点の成績を残したが、ツインズのチームカラーであるスモールボールにオルティーズは息苦しさを感じていた。打席での積極性を逆手に取られ厳しい速球を手元に投げられて打ち取られることが多く、故障も多かった。オフの12月16日にFAとなった。

### レッドソックス時代
2003年1月22日にボストン・レッドソックスと契約。移籍1年目から「5番・指名打者」に定着して初めて規定打席に到達し、打率.288・31本塁打・101打点の成績を残し、同年のMVP投票で5位につけた。
2004年には主に4番を打ち、139打点（リーグ2位）・打率.301・41本塁打（リーグ2位）の活躍を見せた。3部門以外でも47二塁打・75四球・出塁率.380・長打率.603・150試合出場と抜群の強打を発揮している。5月には2年総額1250万ドルで契約延長した。マニー・ラミレスと「打率.300・40本塁打・100打点」コンビを形成したが、これは1931年のベーブ・ルースとルー・ゲーリッグのコンビ（ニューヨーク・ヤンキース）以来だった。
ポストシーズンではさらに勝負強さを発揮し、強く印象付けた。2004年は、エンゼルスとのアメリカンリーグディビジョンシリーズ（ALDS）第3戦で10回に決勝本塁打を放つ。ヤンキースとのアメリカンリーグチャンピオンシップシリーズ（ALCS）では、0勝3敗と追い詰められた第4戦の12回にサヨナラ本塁打を、第5戦では8回まで2－4と敗勢濃厚な状況から逆転となる本塁打を記録し、延長14回にサヨナラ安打を記録した。史上初の3連敗4連勝でヤンキースを破ったこのリーグチャンピオンシップシリーズで、オルティーズはMVPに選出された。カージナルスとのワールドシリーズでも、第1戦第1打席に3点本塁打を放ってチームを勢いづけ、レッドソックス86年ぶりのワールドシリーズ優勝に大きく貢献した。オフには日米野球のMLB選抜として訪日した。渡辺俊介から推定飛距離157メートルの本塁打を記録し、話題となった。オルティーズ本人は渡辺のフォームなど見ておらず、リリース後に来た球を見て叩いただけと語ったと、渡辺が引退後に明かしている。
2005年には148打点で打点王を獲得し、MLBで最もチャンスに強い打者と評されるようになった。
2006年はシーズン開幕前の3月に開催された第1回ワールド・ベースボール・クラシック（WBC）のドミニカ共和国代表に選出された。
シーズンでは4月10日に4年総額5200万ドルで契約延長し、この年は自己最多・球団新記録の54本塁打を放ち本塁打王と打点王の二冠に輝き、ハンク・アーロン賞を受賞。2年連続でMVPの有力な候補となったが、守備で貢献しない指名打者であることが影響したとされ、投票結果は2005年はアレックス・ロドリゲスに次ぐ2位で、2006年は3位に終わった。
2007年はひざの状態が悪く、本塁打・打点ともに前年よりも少なく、本拠地のフェンウェイ・パークでは4月22日から7月13日にかけて本塁打を放てずにいた。打率.332はリーグ5位、88長打・111四球・出塁率.445はリーグ最高だった。ポストシーズンでは打率.370、3本塁打、10打点で3年ぶりのワールドシリーズ制覇に貢献した。 また、最優秀指名打者賞（エドガー・マルティネス賞）を4年連続で受賞（史上初）した。2003年の移籍以降、オルティーズは5年連続でMVP投票5位以内に入っている。
2008年8月12日のテキサス・レンジャーズ戦で1イニング2本塁打（両方とも3ラン）を記録している。この年の6月にアメリカ市民権を取得している。故障の影響で109試合の出場に留まった。
2009年はシーズン開幕前の3月に開催された第2回WBCのドミニカ共和国代表に選出され、2大会連続2度目の選出を果たした。

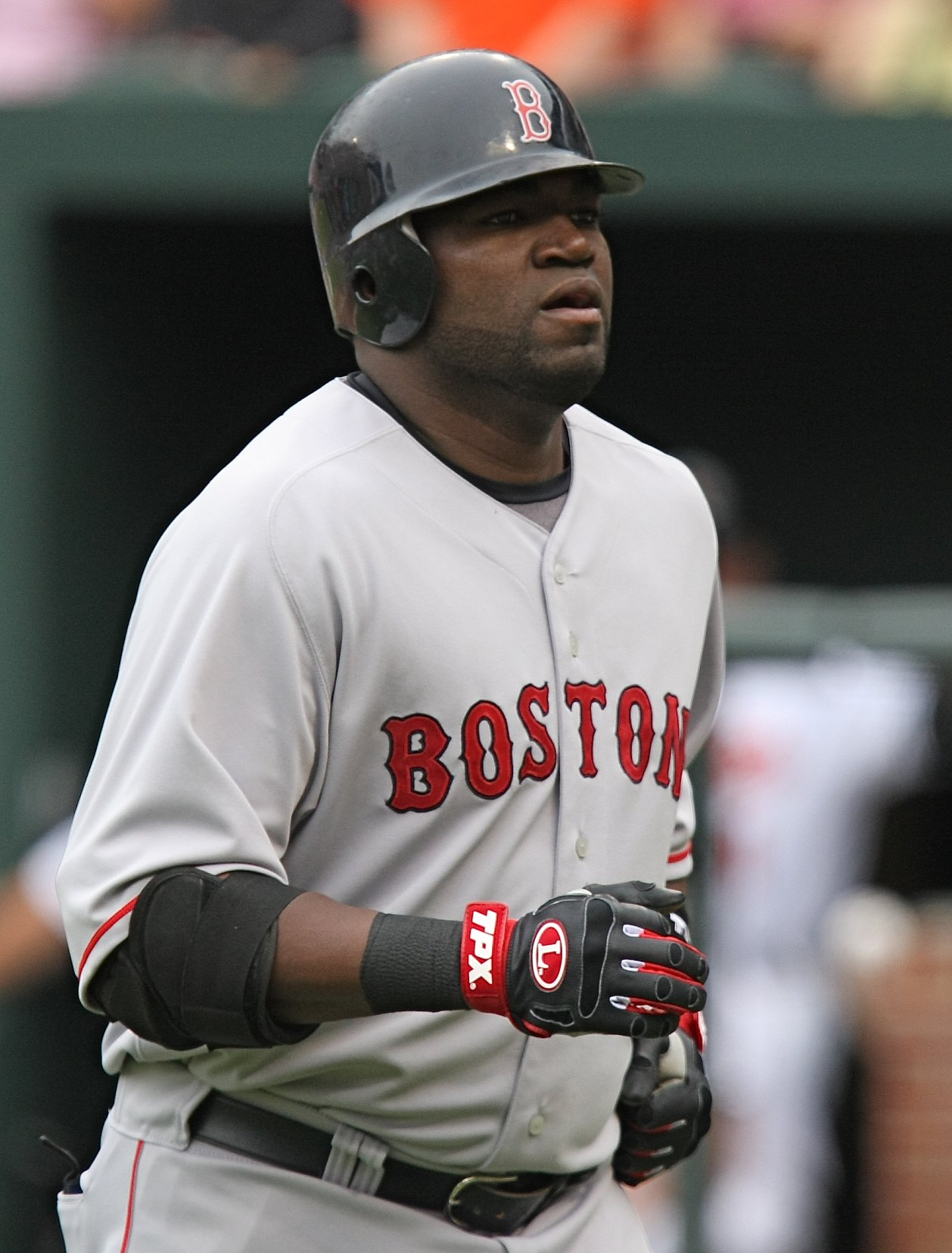
2008年

シーズンでは開幕から絶不調で、シーズン第1号本塁打が出たのは5月20日だった。深刻な打撃不振により、年齢詐称疑惑も浮上した。7月9日にはルーク・ホッチェバーから通算300本塁打を達成した。

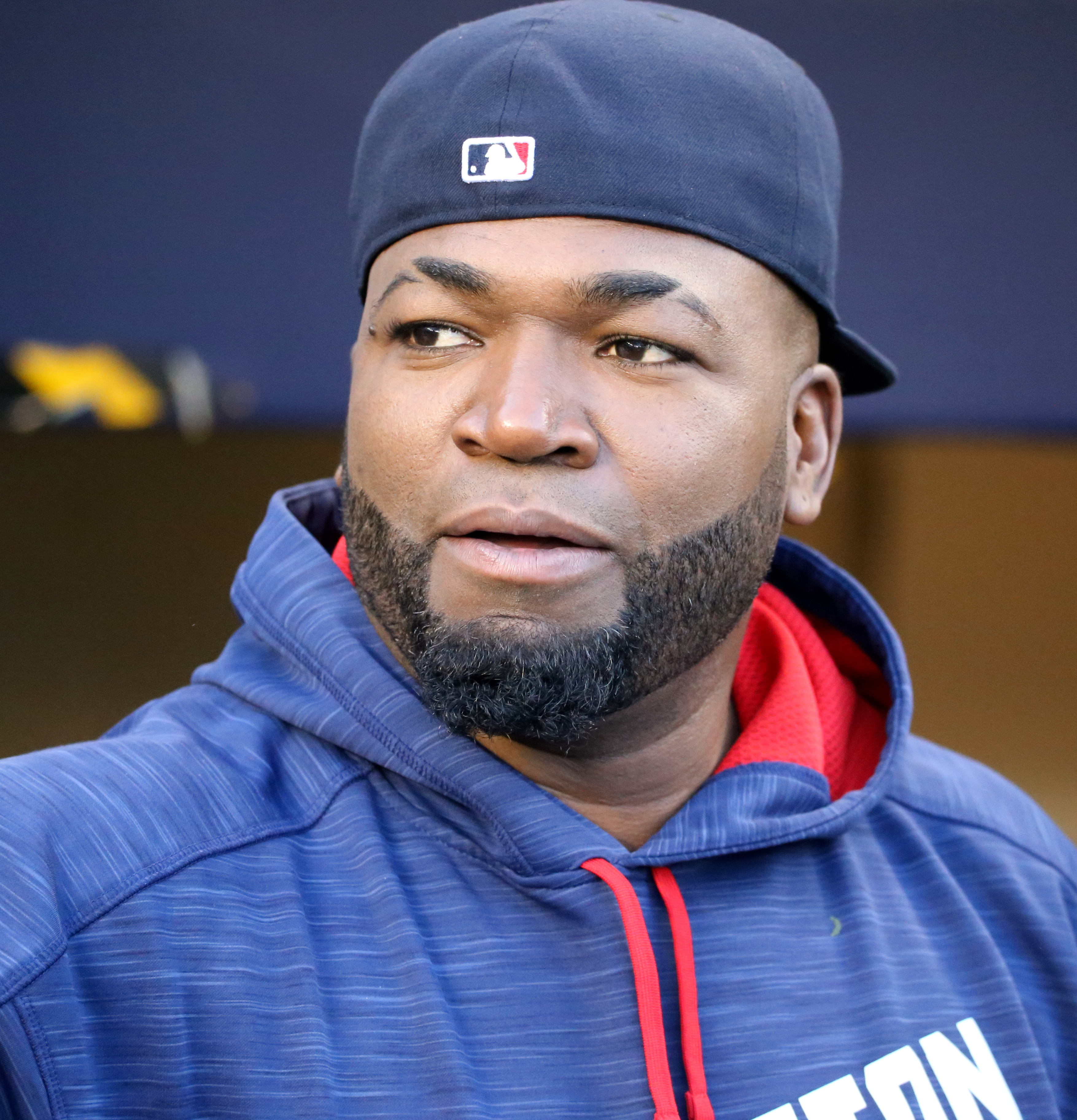
現役最終年
（2016年）

オルティーズのレッドソックス在籍時の背番号『34』。
ボストン・レッドソックスの永久欠番に2016年指定。

2010年は前年同様4月は本塁打1本と打撃不振に陥ったが、5月には10本塁打を記録し、プレイヤー・オブ・ザ・マンスを受賞。オールスターゲーム前日のホームラン・ダービーでは第2ラウンドで13本塁打を記録し、ハンリー・ラミレスとの決勝ラウンドでも11本塁打を記録して優勝した。最終的に自身のキャリアを通じて最多となる145三振を喫したが、大きな故障もなく2年連続で規定打席に到達。リーグ2位の対右投手OPS1.059を記録し、3年ぶりの30本塁打と100打点を記録した。
2011年は8月に右かかとの炎症で離脱したが、シーズンを通じて概ね好調で4年ぶりに打率3割をクリアし、こちらも4年ぶりとなるシルバースラッガー賞を受賞した。10月20日にはロベルト・クレメンテ賞も受賞した。オフの10月30日にFAとなったが、レッドソックスは翌年の契約オプションを行使し、12月7日に年俸1457万5000ドルの1年契約で残留が決まった。
2012年はOPSが10割を超えるなど開幕から好調で、7月4日にはA.J.グリフィンから通算400本塁打を達成した。ところが、7月16日にアキレス腱を痛めて離脱し、後半戦はほとんどを棒に振った。シーズン終了後の10月19日にFAとなったが、11月2日に2年2600万ドルでレッドソックスと再契約を結んだ。出来高も含めれば、最大で総額3000万ドルとなる。この年監督だったボビー・バレンタインが退任後の10月23日にテレビ出演し右アキレス腱痛で終盤戦を欠場したオルティーズについて「彼がこれ以上プレーしないことを決めた」と発言。これに対してオルティーズが「医師、首脳陣、監督、自分で決めた。チームドクターからは"プレーを続ければ症状は悪化する"と言われた」と反論し、「精神的に問題があるか、薬か何かが必要な人間なんだと、自分に言い聞かせた」とバレンタインを批判した。
2013年は引き続きアキレス腱痛で開幕から故障者リスト入りしていたが、4月20日に復帰した。試合前のセレモニーでは"This is our fucking city, and no one is going to dictate our freedom. Stay strong."とスピーチし、爆弾テロ事件の衝撃冷めやらぬ地元ボストンを鼓舞した。7月2日に通算500二塁打、7月10日にはハロルド・ベインズを抜いて、指名打者として最多となる1689安打を記録した。9月4日には通算2000本安打を達成。ワールドシリーズ優勝に貢献して指名打者としては3人目、フルタイムの指名打者としては松井秀喜以来となる2人目のワールドシリーズMVPを獲得した。
2014年3月23日にレッドソックスと2015年シーズン・1600万ドルの1年契約（2016年と2017年の球団オプション付き）に合意した。4月3日、スポンサー契約を結んでいるサムスングループと事前に打ち合わせた上で、当時のアメリカ合衆国大統領であるバラク・オバマと並んで自撮りをした。この写真はサムスングループに営利目的で利用された。6月29日の対ニューヨーク・ヤンキース戦で、3回にシーズン19本目の本塁打を記録し、通算450本塁打を達成。9月20日の対ボルチモア・オリオールズ戦にて、本塁打2本を記録し、3打点を記録。シーズン通算で34本塁打・102打点とし、自身8度目となる「30本塁打以上・100打点以上」を達成。テッド・ウィリアムズを抜いて球団最多の回数となった。最終的には、4年ぶりに打率3割を下回ったが、35本塁打・104打点はここ7年間で最高の数字であり、打棒健在をアピールした。一方、チーム全体の打撃成績が低調だったこともあり、35本塁打を放ちながら、レッドソックス在籍12年間で最も少ない59得点に終わった。
2015年9月12日のタンパベイ・レイズ戦で、マット・ムーアから通算500本塁打を記録した。最終的には打率.273・37本塁打・108打点を記録した。39歳となったシーズンにおいて、本塁打と打点は3シーズン連続で上昇した。また「30本塁打・100打点」を同時達成したのは通算9度目となり、この年も主砲として打線を牽引した。オフの11月18日に2016年シーズンをもって現役を引退することを発表した。
2016年4月15日のトロント・ブルージェイズ戦で相手の警戒がない中で自身3年ぶりとなる盗塁を記録したが、レッドソックスの40代の選手としては史上4人目だった。5月14日のヒューストン・アストロズ戦で、レギュラーシーズンで通算20度目となるサヨナラ安打を記録した。8月24日のタンパベイ・レイズ戦の初回にマット・アンドリースから30号2点本塁打を放ち、この2打点でシーズン100打点となり、通算10度目の「30本塁打・100打点」を同時に達成した。2016年はシーズン通じて絶好調であり、打率.315・38本塁打・127打点・出塁率.401・長打率.620・OPS1.021という全盛期並みの好成績を記録。引退するシーズンにして、自身3度目となる打点王のタイトルを、ブルージェイズのエドウィン・エンカーナシオンと分け合った。また、長打率とOPSはリーグトップであり、キャリア最後のレギュラーシーズンも、MLBを代表する大砲として大暴れした。尚、シーズン38本塁打は現役最終年のシーズン本塁打数の最多記録である（2024年シーズン終了現在）。
2016年のアメリカンリーグディビジョンシリーズで、チームはクリーブランド・インディアンスに3連敗を喫して終戦。オーティズはキャリア最後の打席で、8回に四球を選んで出塁すると、両手で観客を盛り立て、代走を送られると大歓声を浴びる中でキャリアに終止符を打った。10月2日に引退を記念し、レッドソックス在籍時の背番号『34』を永久欠番に指定することが発表された。10月26日に自身2度目となるハンク・アーロン賞を受賞した。11月15日付で引退が公示された。

### 引退後
2019年6月9日、ドミニカ共和国サントドミンゴの飲食店で強盗に銃で撃たれ、病院で手当てを受けた。その後ボストンの病院で集中治療室に搬送。3度の手術を経て、7月から自宅療養し、9月9日にフェンウェイ・パークで行われたヤンキース戦の始球式に参加。そして約6か月後の12月8日にドミニカで行われたチャリティー試合に登場して母国に凱旋した。
2022年1月25日、有資格1年目にしてアメリカ野球殿堂入りを果たした（得票率：77.9%）。

## 選手としての特徴

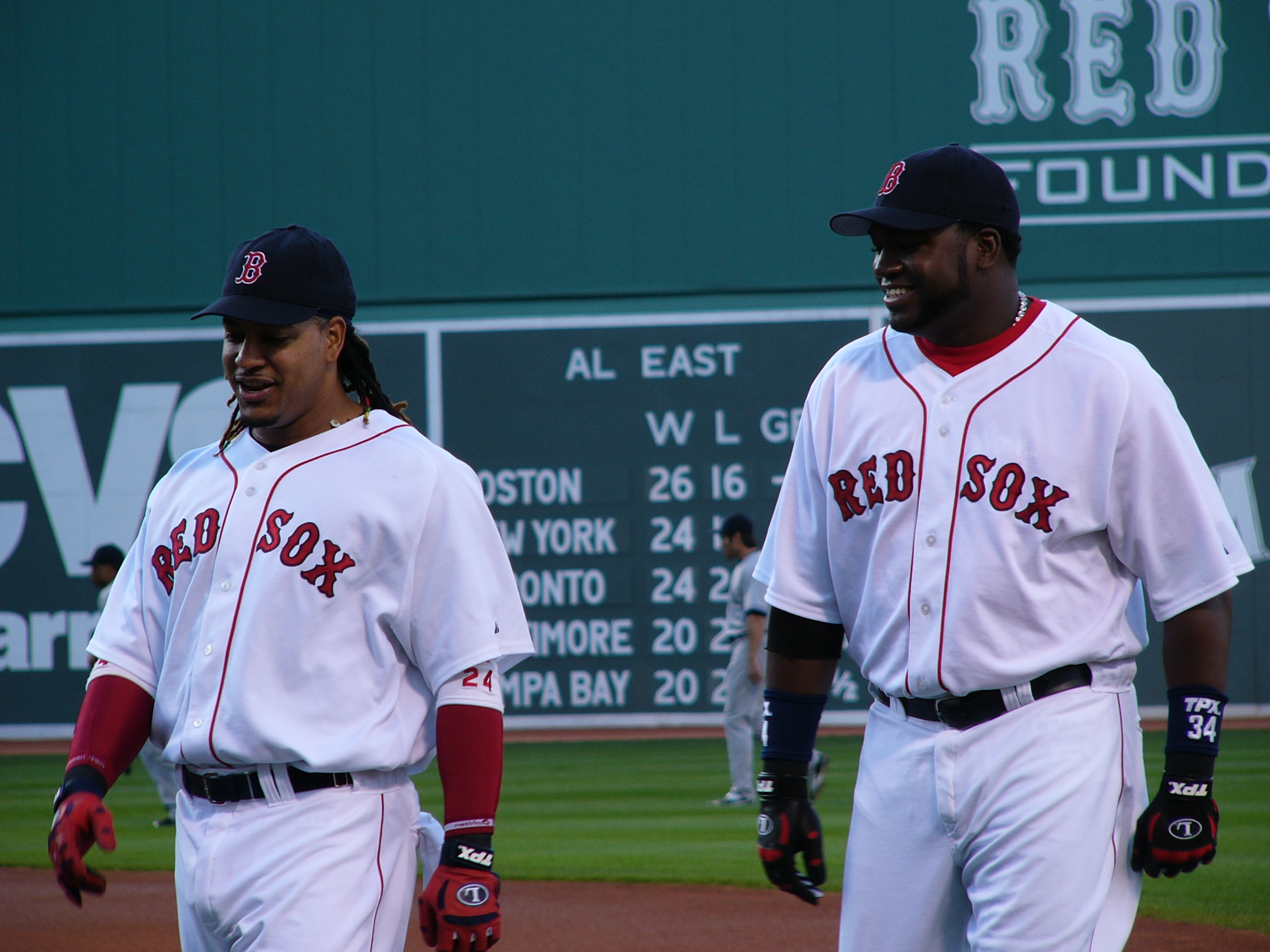
ラミレス（左）とオルティーズ（右）

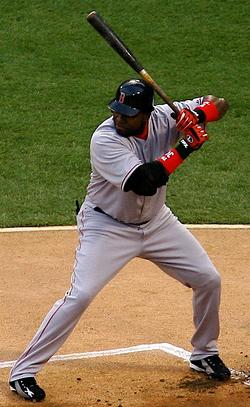
打撃フォーム

爆発的なパワーを生かし、アッパースイングで低目のボールをすくい上げるローボールヒッター。2004年から2006年は3年連続で40本塁打（球団史上初）、130打点以上を記録し、同僚のマニー・ラミレスと共に驚異的なコンビとして活躍した。基本的には引っ張って強い打球を放つことが多いが、流し打ってグリーンモンスターに当て二塁打を稼ぐ技術を持つ。また三振は多いが四球も多く選ぶことができる。
特に勝敗がかかるチャンスや土壇場で強く、レギュラーシーズンとポストシーズン通算で13本のサヨナラ本塁打を含む、20本のサヨナラ打を放っている（13サヨナラ本塁打はミッキー・マントルに次いで歴代2位）。2004年は上述したポストシーズンの活躍と、2006年は5回もサヨナラゲームを演出した。特に7月24日のフィラデルフィア・フィリーズ戦では延長10回裏にトム・ゴードンからサヨナラ2点本塁打を、2日後の7月26日（25日は試合無し）には延長12回裏に同じフィリーズのクレイ・コンドリーから再びサヨナラ安打を記録した。
キャリアの大半で指名打者として出場し、守備に就いたのは一塁手として通算278試合（2005年以降は年間10試合以下）。

## 人物
愛称は、ビッグ・パピ（Big Papi）、クッキーモンスター（Cookie Monster）。

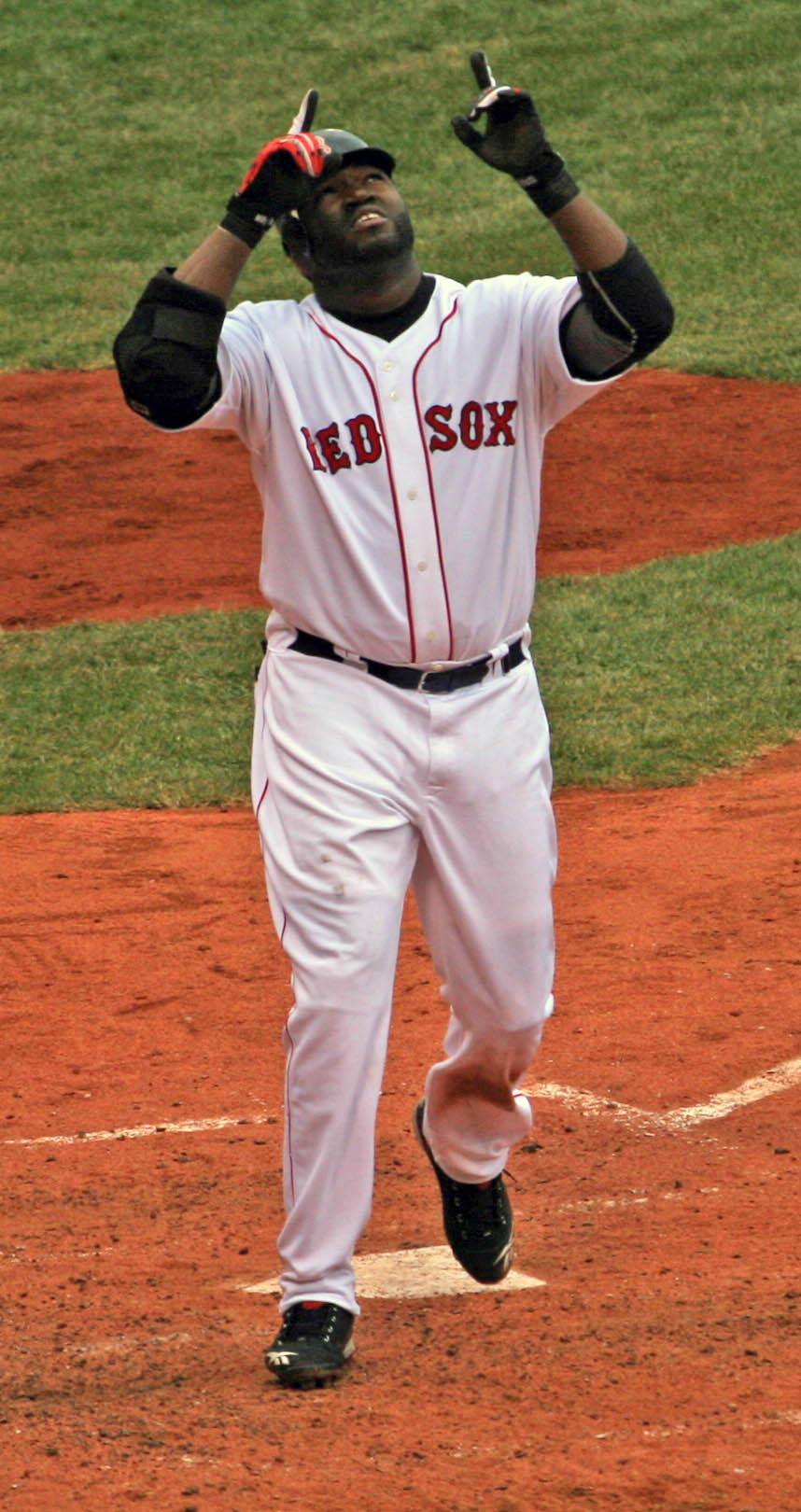
天を仰ぐポーズ

本塁打を打ち本塁を通るたび、2002年1月に46歳で交通事故で亡くなった母アンジェラ・ローザ・アリアスに敬意を表して、両手の人差し指を立てて空を見上げる。上腕二頭筋に母の名のタトゥーが刻まれている。
妻ティファニーとの間に3人の子がいる。妻がウィスコンシン州グリーンベイ近郊出身のため、結婚後はNFLのグリーンベイ・パッカーズのファンになった。2013年4月、別居を発表したが、復縁した。
2008年6月11日、ボストンにあるジョン・F・ケネディ図書館でアメリカ合衆国の市民権を得た。
数年で広告費用約450万ドルを獲得している。2007年4月、スポーツ・グッズ会社リーボックはスパイクシューズ「ビッグ・パピ10Mミッド・ベースボール」を発表し、オルティーズはカリフォルニア州サンフランシスコで行われた2007年のMLBオールスターゲームで初めて試合で着用した。
2009年10月、生まれ故郷ドミニカ共和国にナイト・クラブ「フォーティ・フォーティ」を開業した。2010年4月、ラッパーでプロデューサーのジェイ・Zとビジネス・パートナーのホアン・ペレスはオルティーズがジェイ・Zのニューヨークのスポーツ・クラブ・チェーンから名前を盗用したとして商標権侵害の訴えを起こす準備を始めた。2011年3月、和解に達した。
2016年4月11日、レッドソックスの開幕日、娘アレックスが国歌を歌った。

### 慈善事業
2007年、「デビッド・オルティーズ子供基金」が創立された。ボストン、ドミニカ共和国などの子供たちがどうしても必要な時にいつでも寄付金を使用できることを目的としている。2008年、自身のチャリティワインを発表し、全利益がこの基金に入ることになった。このワインは「ヴィンテージ・パピ」と呼ばれ、15万ドルが寄付された。

### ボビー・バレンタインとの確執
2012年シーズンのレッドソックスの選手たちとボビー・バレンタインの対立の深刻さは相当のもので、多くの選手が口々にバレンタインを非難していたが、オルティーズに至っては「彼（バレンタイン）は精神的に問題があるか、薬か何かが必要な人間なんだ」と差別的とも取れる発言してしまうほどの有様であった。これは一般に人格者で知られるオルティーズの発言であることに特筆性がある。またオルティーズは2017年自叙伝「パピ：マイ・ストーリー」の中で「（2012年）私の人生の中で最悪のシーズンだった」と表現、「ドラマはスプリング・トレーニングに入ってすぐに始まった。そこで見せた彼の行動にすべてが凝縮されていた」と開幕前からチーム内に不協和音が存在したことを告白、「日本式のトレーニングを持ち込むことで自分がいかに賢明な人間であるかを証明したがっているようだった」、「打撃練習で選手たちにゴロを打つように命じた。レッドソックスは私にゴロを打ってもらいたくてお金を払っているわけではない。月まで届くような球を打つために私はここにいる」などと具体例を挙げ、「無礼」、「愚か」、「傲慢」といった過激な言葉のオンパレードでバレンタインをこき下ろした。

## 薬物疑惑
ドーピングに強く反対する立場を取っており、2009年2月には、薬物検査で運動能力向上薬の陽性反応が検出された選手に対して、1年間の出場停止処分を科すことを求めていたオルティーズだったが、2009年7月30日にニューヨーク・タイムズ紙は、オルティーズがマニー・ラミレスと共に2003年のドーピング検査で陽性反応を示していたとされる選手リストに名前が上がっていると報じた。同日、オルティーズは声明を発表し、「MLB選手会に確認したら、自らが陽性だったことが分かった」と報道内容を認めた。また、「それを知り、驚いている。どの薬物に違反したかを調べたい」とも述べた。ただし、報道されたリストは、匿名の弁護士による、本来極秘扱いの裁判資料を不正に漏洩させたものが情報源であるため、どういった薬物に対して陽性だったかなど詳細な内容は公表はされていない（2015年7月現在）。
10日後の試合前の記者会見でオルティーズは今まで一度もステロイドを購入したり使用したことは無いと述べた上で、今回の陽性反応について、当時使用していたサプリメントやビタミン剤のせいではないかと主張した。
実際、合法なビタミン剤でも、その薬物検査で陽性反応が出ることはMLB選手会側も認めている。また選手会は声明を出し、今回の検査で陽性反応があったとされる選手リストに入っているからといって、必ずしも薬物を使用したということではないと述べた。その理由は、実際の検査で陽性と出た選手の数よりも、そのリストに上がっている名前の方がはるかに多かったこと（つまり陽性でない選手も多数リストに含まれており、リスト自体の信用性が低いということ）、また2003年の段階では検査体制が整っておらず、検査の精度に疑問点があることなどを挙げている。

## 詳細情報

### 年度別打撃成績
| 年 度     | 球 団     | 試 合 | 打 席 | 打 数 | 得 点 | 安 打 | 二 塁 打 | 三 塁 打 | 本 塁 打 | 塁 打 | 打 点 | 盗 塁 | 盗 塁 死 | 犠 打 | 犠 飛 | 四 球 | 敬 遠 | 死 球 | 三 振 | 併 殺 打 | 打 率 | 出 塁 率 | 長 打 率 | O P S |
| --------- | --------- | ----- | ----- | ----- | ----- | ----- | -------- | -------- | -------- | ----- | ----- | ----- | -------- | ----- | ----- | ----- | ----- | ----- | ----- | -------- | ----- | -------- | -------- | ----- |
| 1997      | MIN       | 15    | 51    | 49    | 10    | 16    | 3        | 0        | 1        | 22    | 6     | 0     | 0        | 0     | 0     | 2     | 0     | 0     | 19    | 1        | .327  | .353     | .449     | .802  |
| 1998      | MIN       | 86    | 326   | 278   | 47    | 77    | 20       | 0        | 9        | 124   | 46    | 1     | 0        | 0     | 4     | 39    | 3     | 5     | 72    | 8        | .277  | .371     | .446     | .817  |
| 1999      | MIN       | 10    | 25    | 20    | 1     | 0     | 0        | 0        | 0        | 0     | 0     | 0     | 0        | 0     | 0     | 5     | 0     | 0     | 12    | 2        | .000  | .200     | .000     | .200  |
| 2000      | MIN       | 130   | 478   | 415   | 59    | 117   | 36       | 1        | 10       | 185   | 63    | 1     | 0        | 0     | 6     | 57    | 2     | 0     | 81    | 13       | .282  | .364     | .446     | .810  |
| 2001      | MIN       | 89    | 347   | 303   | 46    | 71    | 17       | 1        | 18       | 144   | 48    | 1     | 0        | 1     | 2     | 40    | 8     | 1     | 68    | 6        | .234  | .324     | .475     | .799  |
| 2002      | MIN       | 125   | 466   | 412   | 52    | 112   | 32       | 1        | 20       | 206   | 75    | 1     | 2        | 0     | 8     | 43    | 0     | 3     | 87    | 5        | .272  | .339     | .500     | .839  |
| 2003      | BOS       | 128   | 509   | 448   | 79    | 129   | 39       | 2        | 31       | 265   | 101   | 0     | 0        | 0     | 2     | 58    | 8     | 1     | 83    | 9        | .288  | .369     | .592     | .961  |
| 2004      | BOS       | 150   | 669   | 582   | 94    | 175   | 47       | 3        | 41       | 351   | 139   | 0     | 0        | 0     | 8     | 75    | 8     | 4     | 133   | 12       | .301  | .380     | .603     | .983  |
| 2005      | BOS       | 159   | 713   | 601   | 119   | 180   | 40       | 1        | 47       | 363   | 148   | 1     | 0        | 0     | 9     | 102   | 9     | 1     | 124   | 13       | .300  | .397     | .604     | 1.001 |
| 2006      | BOS       | 151   | 686   | 558   | 115   | 160   | 29       | 2        | 54       | 355   | 137   | 1     | 0        | 0     | 5     | 119   | 23    | 4     | 117   | 12       | .287  | .413     | .636     | 1.049 |
| 2007      | BOS       | 149   | 667   | 549   | 116   | 182   | 52       | 1        | 35       | 341   | 117   | 3     | 1        | 0     | 3     | 111   | 12    | 4     | 103   | 16       | .332  | .445     | .621     | 1.066 |
| 2008      | BOS       | 109   | 491   | 416   | 74    | 110   | 30       | 1        | 23       | 211   | 89    | 1     | 0        | 1     | 3     | 70    | 12    | 1     | 74    | 11       | .264  | .369     | .507     | .877  |
| 2009      | BOS       | 150   | 627   | 541   | 77    | 129   | 35       | 1        | 28       | 250   | 99    | 0     | 2        | 0     | 7     | 74    | 5     | 5     | 134   | 9        | .238  | .332     | .462     | .794  |
| 2010      | BOS       | 145   | 606   | 518   | 86    | 140   | 36       | 1        | 32       | 274   | 102   | 0     | 1        | 0     | 4     | 82    | 14    | 2     | 145   | 12       | .270  | .370     | .529     | .899  |
| 2011      | BOS       | 146   | 605   | 525   | 84    | 162   | 40       | 1        | 29       | 291   | 96    | 1     | 1        | 0     | 1     | 78    | 12    | 1     | 83    | 24       | .309  | .398     | .554     | .953  |
| 2012      | BOS       | 90    | 383   | 324   | 65    | 103   | 26       | 0        | 23       | 198   | 60    | 0     | 1        | 0     | 3     | 56    | 13    | 0     | 51    | 6        | .318  | .415     | .611     | 1.026 |
| 2013      | BOS       | 137   | 600   | 518   | 84    | 160   | 38       | 2        | 30       | 292   | 103   | 4     | 0        | 0     | 5     | 76    | 27    | 1     | 88    | 21       | .309  | .395     | .564     | .959  |
| 2014      | BOS       | 142   | 602   | 518   | 59    | 136   | 27       | 0        | 35       | 268   | 104   | 0     | 0        | 0     | 6     | 75    | 22    | 3     | 95    | 18       | .263  | .355     | .517     | .873  |
| 2015      | BOS       | 146   | 614   | 528   | 73    | 144   | 37       | 0        | 37       | 292   | 108   | 0     | 1        | 0     | 9     | 77    | 16    | 0     | 95    | 16       | .273  | .360     | .553     | .913  |
| 2016      | BOS       | 151   | 626   | 537   | 79    | 169   | 48       | 1        | 38       | 333   | 127   | 2     | 0        | 0     | 7     | 80    | 15    | 2     | 86    | 22       | .315  | .401     | .620     | 1.021 |
| MLB：20年 | MLB：20年 | 2408  | 10091 | 8640  | 1419  | 2472  | 632      | 19       | 541      | 4765  | 1768  | 17    | 9        | 2     | 92    | 1319  | 209   | 38    | 1750  | 236      | .286  | .380     | .552     | .931  |

- 各年度の太字はリーグ最高

### WBCでの打撃成績
| 年 度 | 代 表          | 試 合 | 打 席 | 打 数 | 得 点 | 安 打 | 二 塁 打 | 三 塁 打 | 本 塁 打 | 塁 打 | 打 点 | 盗 塁 | 盗 塁 死 | 犠 飛 | 四 球 | 敬 遠 | 死 球 | 三 振 | 併 殺 打 | 打 率 | 出 塁 率 | 長 打 率 |
| ----- | -------------- | ----- | ----- | ----- | ----- | ----- | -------- | -------- | -------- | ----- | ----- | ----- | -------- | ----- | ----- | ----- | ----- | ----- | -------- | ----- | -------- | -------- |
| 2006  | ドミニカ共和国 | 7     | 28    | 20    | 4     | 3     | 0        | 0        | 0        | 12    | 5     | 0     | 0        | 0     | 8     | 1     | 0     | 2     | 1        | .150  | .393     | .600     |
| 2009  | ドミニカ共和国 | 3     | 11    | 8     | 0     | 2     | 1        | 0        | 0        | 3     | 1     | 0     | 0        | 0     | 3     | 1     | 0     | 1     | 0        | .250  | .455     | .375     |

### 年度別守備成績
| 年 度 | 球 団 | 一塁（1B） | 一塁（1B） | 一塁（1B） | 一塁（1B） | 一塁（1B） | 一塁（1B） |
| 年 度 | 球 団 | 試 合      | 刺 殺      | 補 殺      | 失 策      | 併 殺      | 守 備 率   |
| ----- | ----- | ---------- | ---------- | ---------- | ---------- | ---------- | ---------- |
| 1997  | MIN   | 11         | 84         | 10         | 1          | 10         | .989       |
| 1998  | MIN   | 70         | 503        | 46         | 6          | 51         | .989       |
| 1999  | MIN   | 1          | 7          | 0          | 0          | 1          | 1.000      |
| 2000  | MIN   | 27         | 210        | 12         | 1          | 17         | .996       |
| 2001  | MIN   | 8          | 60         | 2          | 0          | 2          | 1.000      |
| 2002  | MIN   | 15         | 90         | 6          | 1          | 8          | .990       |
| 2003  | BOS   | 45         | 342        | 30         | 3          | 20         | .992       |
| 2004  | BOS   | 34         | 253        | 21         | 4          | 23         | .986       |
| 2005  | BOS   | 10         | 69         | 11         | 2          | 8          | .976       |
| 2006  | BOS   | 10         | 62         | 6          | 2          | 8          | .971       |
| 2007  | BOS   | 7          | 37         | 3          | 0          | 3          | 1.000      |
| 2009  | BOS   | 6          | 42         | 6          | 1          | 2          | .980       |
| 2010  | BOS   | 4          | 23         | 1          | 0          | 1          | 1.000      |
| 2011  | BOS   | 2          | 18         | 0          | 0          | 4          | 1.000      |
| 2012  | BOS   | 7          | 54         | 2          | 0          | 4          | 1.000      |
| 2013  | BOS   | 6          | 36         | 1          | 0          | 4          | 1.000      |
| 2014  | BOS   | 5          | 37         | 2          | 0          | 9          | 1.000      |
| 2015  | BOS   | 9          | 51         | 5          | 1          | 2          | .982       |
| 2016  | BOS   | 1          | 5          | 0          | 0          | 0          | 1.000      |
| MLB   | MLB   | 278        | 1983       | 164        | 22         | 177        | .990       |

### タイトル
- 本塁打王：1回（2006年）
- 打点王：3回（2005年、2006年、2016年）

### 表彰
- シルバースラッガー賞（指名打者部門）：7回（2004年 - 2007年、2011年、2013年、2016年）※ポジション別歴代最多
- ハンク・アーロン賞：2回（2005年、2016年）
- エドガー・マルティネス賞：8回（2003年 - 2007年、2011年、2013年、2016年）※歴代最多
- リーグチャンピオンシップシリーズMVP：1回（2004年）
- ワールドシリーズMVP：1回（2013年）
- ロベルト・クレメンテ賞：1回（2011年）
- プレイヤーズ・チョイス・アワーズ優秀選手：1回（2005年）
- プレイヤー・オブ・ザ・マンス：4回（2005年9月、2006年7月、2007年9月、2010年5月）
- プレイヤー・オブ・ザ・ウィーク：5回（2004年6月21日 - 27日、2005年9月12日 - 18日、2006年7月31日 - 8月6日、2007年8月22日 - 26日、2011年5月30日 - 6月5日）

### 記録
- MLBオールスターゲーム選出：10回（2004年 - 2008年、2010年 - 2013年、2016年）
- 通算二塁打：632 ※MLB歴代12位
- 通算本塁打：541 ※同歴代17位
- 通算長打：1192 ※同歴代8位タイ

### 背番号
- 27（1997年 - 2002年）
- 34（2003年 - 2016年）※ボストン・レッドソックスの永久欠番

### 代表歴
- 2006 ワールド・ベースボール・クラシック・ドミニカ共和国代表
- 2009 ワールド・ベースボール・クラシック・ドミニカ共和国代表